# Жилинский, Игорь Валентинович
И́горь Валенти́нович Жили́нский (род. 16 января 1963, Омск) — советский и российский хоккеист, российский тренер по хоккею с шайбой. Мастер спорта. Заслуженный тренер России.

## Биография
Родился в Омске. Жил в Амурском посёлке города Омска. До 12 лет в секциях и спортивных школах не занимался. В составе дворовой команды участвовал в «Золотой шайбе». В 1975 году, после очередного турнира на приз «Золотой шайбы» был приглашён в «Каучук». Потом тренировался у Леонида Антоновича Щукина при команде мастеров «Шинник».
В пятнадцатилетнем возрасте получил приглашение в юношескую сборную СССР и был её капитаном на протяжении трёх лет. Впервые сыграл за команду «Авангард» в сезоне 1980/81. Когда служил в армии, защищал цвета СКА (Новосибирск). Всего за «Авангард» с перерывами провел десять сезонов. После окончания карьеры хоккеиста перешёл на тренерскую работу.
В 1992 году окончил Омский государственный институт физической культуры (ОГИФК). В 2008 году получил диплом Высшей школы тренеров и прошел повышение квалификации.
Чемпион Европы среди юношей. Победитель и серебряный призёр Всемирной Универсиады в 1989 и 1991 гг. Обладатель Кубка мира 2004 г. среди ветеранов «THE 2004 CARHA WORLD CUP HOCKEY TOURNAMENT», Оттава (Канада).
Лучший снайпер в истории омского хоккея, забросил 262 шайбы (у Алексея Голубятникова столько же шайб, но больше проведённых игр) в 459 играх (10 сезонов).
В 1998 году возглавил хоккейную школу «Авангард». Из-за нехватки тренерских кадров тренировал параллельно несколько возрастов 1982, 1984 годов рождения. Команда 1982 года стала бронзовым призёром чемпионата России. Из этой команды вышли его воспитанники чемпион мира среди молодежи, обладатель кубка Гагарина 2011 Александр Свитов, серебряный призёр чемпионата мира среди юниоров, серебряный призёр чемпионата России Егор Шастин.
В декабре 1999 году получил приглашение войти в тренерский штаб «Авангард», возглавляемый Геннадием Цыгуровым на должность старшего тренера. Омский «Авангард» в сезоне 2000—2001 под руководством нового тренерского тандема, впервые в своей истории завоевал серебряные медали.
В сезоне 2002—2003 Жилинский стал помощником тренера Ивана Глинки. С марта 2004 года переехал в Новосибирск, где сначала возглавил «Сибирь-2», а затем перешёл в главную команду, где помогал Сергею Николаеву, затем Владимиру Юрзинову и Сергею Котову. С последним в сезоне 2006—2007 «Сибирь» заняла 5 место в регулярном чемпионате, этот результат стал наивысшим достижением новосибирского хоккея.
29 декабря 2007 года вернулся на пост старшего тренера омского «Авангарда». В марте - мае 2009 - главный тренер "Зауралья".  Летом 2009 года стал старшим тренером московского «Динамо». Непродолжительное время дважды исполнял обязанности главного тренера, под его руководством динамовцы обыграли мытищинский «Атлант» 4:3 и рижское «Динамо» 4:2 и уступили СКА 1:5.
С июля 2010 года возглавил команду «Омские ястребы» (Омск).
8 ноября 2011 года был избран главой департамента тренеров КХЛ, его заместителем стал Аркадий Алексеев.
С 9 апреля 2012 года — генеральный менеджер «Лады» (Тольятти).
В сезоне 2014/15 руководил командой ВХЛ «Ариада» Волжск. В том же сезоне возглавил в команду МХЛ «Батыр» Нефтекамск. С июня 2016 года — старший тренер ХК «Гомель».
С октября 2018 года главный тренер ХК «Локомотив» Орша Витебской области. В июле 2025 года покинул пост главного тренера «Локомотива». В сезоне-2024/25 Экстралиги оршанцы уступили минской «Юности» в первом раунде плей-офф.

## Статистика (главный тренер)
Последнее обновление: 25 марта 2018 года
| Команда        | Турнир-сезон        | Регулярный сезон | Регулярный сезон | Регулярный сезон | Регулярный сезон | Регулярный сезон | Регулярный сезон | Регулярный сезон | Регулярный сезон                  | Плей-офф  | Плей-офф  | Плей-офф               |
| Команда        | Турнир-сезон        | И                | В                | ВО/ВБ            | Н                | ПО/ПБ            | П                | О                | Результат                         | В         | П         | Результат              |
| -------------- | ------------------- | ---------------- | ---------------- | ---------------- | ---------------- | ---------------- | ---------------- | ---------------- | --------------------------------- | --------- | --------- | ---------------------- |
| Сибирь-2       | Первая Лига 2005-06 | 66               | 20               | 2                | 4                | 2                | 38               | 70               | 9-е в зоне Сибирь- Дальний Восток | не попали | не попали | не попали              |
| Зауралье       | Высшая Лига 2008-09 | 54               | 9                | 2                | —                | 7                | 36               | 38               | 10-е в зоне Восток                | не попали | не попали | не попали              |
| Омские Ястребы | МХЛ 2010-11         | 53               | 30               | 7                | —                | 2                | 14               | 106              | 2-е в дивизионе Урал-Сибирь       | 1         | 3         | проиграли в 1/8 финала |
| Лада           | ВХЛ 2012-13         | 39               | 21               | 1                | —                | 5                | 12               | 70               | 9-е                               | 4         | 6         | проиграли в 1/4 финала |
| Лада           | ВХЛ 2013-14         | 50               | 19               | 9                | —                | 7                | 15               | 82               | 12-е                              | 2         | 4         | проиграли в 1/8 финала |
| Ариада         | ВХЛ 2014-15         | 21               | 3                | 4                | —                | 3                | 11               | 20               | отставка                          | —         | —         | —                      |
| Батыр          | МХЛ-Б 2014-15       | 8                | 8                | 0                | —                | 0                | 0                | 24               | 3-е на Востоке                    | 7         | 4         | проиграли в 1/2 финала |
| Батыр          | МХЛ-Б 2015-16       | 40               | 14               | 2                | —                | 2                | 22               | 48               | 8-е на Востоке                    | 1         | 3         | проиграли в 1/8 финала |
| Ермак          | ВХЛ 2016-17         | 31               | 12               | 4                | —                | 9                | 6                | 53               | отставка                          | —         | —         | —                      |
| ХК Рязань      | ВХЛ 2017-18         | 14               | 3                | 2                | —                | 0                | 9                | 13               | отставка                          | —         | —         | —                      |

## Семья
Жена Марина, дочь Оксана